# Ясен
Вижте пояснителната страница за други значения на Ясен.
Ясен (Fraxinus) (наричан още оксен, осенен, оксан) е род широколистни дървета. В България се намират по склоновете на Стара планина, Рила, Родопи и в областите край реките Дунав и Камчия.
Ясеновото дърво е високо до 40 m, обикновено достига дебелина до 1 метър в диаметър, а възраст – до 250 години. Най-дебелото ясеново дърво в България се намира в Лонгозната гора, с. Старо Оряхово, Варненско. Обиколката на дънера му е 9 m, а височината – 30 m.
Кората на ясена е мрежовидно напукана, зеленикава до кафява. Листата са сложни. Състоят се от 3 до 17 приседнали (без дръжка) продълговати листчета, назъбени по краищата. Цветовете приличат на светлозелени дребни снопчета. Развиват се през април, преди разлистването, и са двуполови – в съцветията има и мъжки, и женски цветове. Семето е дълго, плоско, поставено в продълговато крилце, дълго до 4 cm. Крилцето е леко врязано на върха. Семената узряват през октомври. Засяват се през пролетта или есента на дълбочина 3 – 4 cm, като преди сеенето се оставят да преседят във влажен пясък около 2 месеца. Дърветата започват да дават семена към 40 години.
Ясеновото дърво се отличава с бърз растеж още в млада възраст. Особено добре вирее край влажните долини, върху почви, богати на минерални вещества. Най-напред се развива централният корен, а след това и страничните дълбоки корени, с помощта на които ясенът черпи хранителни вещества от различните слоеве на почвата.
Дървесината на ясена е тежка, здрава, жилава. Високо се цени в мебелното производство. Употребява се за направа на спортни уреди, в корабостроенето и др. Като красиво декоративно дърво се използва в парковете и градините. Кората му се употребява в бояджийството. Листата и семената са храна за добитъка. Цветовете и кората се използват в народната медицина. Дървесината на ясена има отлични акустични свойства, които я правят идеална за производство на музикални инструменти и по-специално на електрически бас китари.

## Видове
- Fraxinus angustifolia – Полски ясен
- Fraxinus anomala
- Fraxinus berlandierana
- Fraxinus berlandieriana
- Fraxinus caroliniana
- Fraxinus chinensis
- Fraxinus cuspidata
- Fraxinus dipetala
- Fraxinus excelsior – Планински ясен
- Fraxinus formosana
- Fraxinus gooddingii
- Fraxinus greggii
- Fraxinus latifolia
- Fraxinus longicuspis
- Fraxinus mariesii
- Fraxinus nigra
- Fraxinus ornus – Мъждрян
- Fraxinus pallisiae
- Fraxinus papillosa
- Fraxinus pennsylvanica
- Fraxinus profunda
- Fraxinus quadrangulata
- Fraxinus sieboldiana
- Fraxinus texensis
- Fraxinus uhdei
- Fraxinus velutina

## Други
На ясена е наречена улица в квартал „Орландовци“ в София (Карта).